# Jean-François Alliette

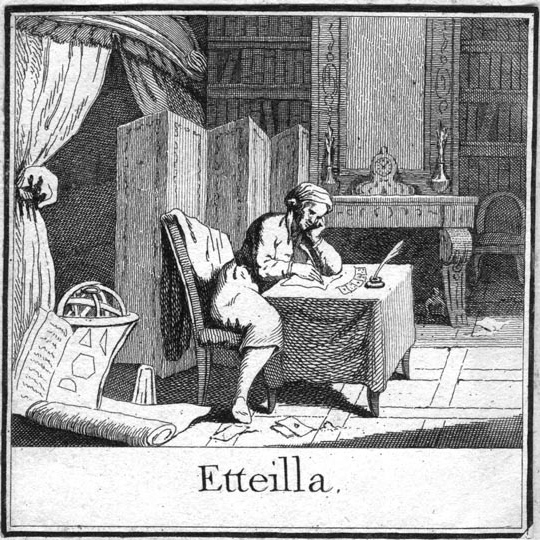
Jean-François Alliette, Cours théorique et pratique du livre de Thot (1790)

Jean-François Alliette (* 1738; † 12. Dezember 1791 in Paris), besser bekannt unter seinem Pseudonym Etteilla, war ein französischer Okkultist und Tarot-Forscher.
Jean-François Alliette hat als erster ein Deutungskonzept für die Tarotkarten entwickelt und trug maßgeblich zur esoterischen Entwicklung der Tarotkarten bei. Er beeinflusste auch Marie Anne Lenormand. 
In den Jahren 1783–1784 veröffentlichte Alliette sein Werk Manière de se recréer avec un jeu de cartes nommées Tarot, welches auch heute noch als Standardwerk der Kartomantie gilt. 1788 gründete er die Vereinigung der Deuter des Buches von Thot, einen Verein, der sich mit der divinatorischen Deutung des Tarots beschäftigte. Im Jahre 1789 veröffentlichte er einen eigenen Tarot, der jedoch in der Struktur und in den Kartenbezeichnungen erheblich von den klassischen Tarots abweicht. Das unter dem Namen Grand Etteilla bekannte Spiel ist von 1 bis 78 durchnummeriert, verzichtet auf die Unterscheidung von großer und kleiner Arkana, und die Kartenbezeichnungen weichen stellenweise enorm von den klassischen Tarots ab. Der Grand-Etteilla-Tarot ist der erste, der Korrespondenzen zur Astrologie aufweist.
Aufgrund der für nachfolgende Tarotforscher unverständlichen Veränderungen im Tarot, wie auch aufgrund seines extravaganten Auftretens und seiner Theorien über die Entstehung des Tarots, wurde er oft belächelt und nicht für ganz voll genommen. So betitelt ihn zum Beispiel Éliphas Lévi als einen illuminierten Narren.
Nach der Theorie von Alliette soll der Tarot im Jahre 2170 v.Chr, was nach seinen Berechnungen das Jahr 171 nach der Sintflut gewesen sein soll, in einem Kreis von Magiern unter dem Vorsitz von Hermes Trismegistos erfunden worden sein, jedoch führt Alliette nicht auf, wie er auf diese Theorie gekommen ist.